# Forcepia hymena
Forcepia hymena är en svampdjursart som först beskrevs av De Laubenfels 1930.  Forcepia hymena ingår i släktet Forcepia och familjen Coelosphaeridae.
Artens utbredningsområde är Kalifornien. Inga underarter finns listade i Catalogue of Life.